# Osmo Soutukorva
Osmo Soutukorva, född 30 oktober 1970 i Jukkasjärvi, är en svensk före detta professionell ishockeyback. Han har spelat för Luleå HF och Modo Hockey i SHL (dåvarande Elitserien).